# 安萨哈利情侣雕像
安萨哈利情侣雕像是一件纳图夫文化时期的雕像，发现于伯利恒附近的安萨哈利的某个洞穴。它大约有11,000年的历史，是已知最早的人类表现性爱的雕像，现收藏在大英博物馆。

## 发现过程
1933年，法国驻耶路撒冷领事、史前史学者雷内·诺伊维尔在与亨利·步日耶神父一同在一家小博物馆中参观伯利恒的法国神父们发现的物品时，发现了该雕像。诺伊维尔立刻意识到它很重要，并结识了在瓦迪卡雷图恩发现雕像的一名贝都因人。后来，诺伊维尔被带到安萨哈利的一个洞穴中参观，该雕像正是从这些洞穴中得名。对洞穴的考古结果表明，该洞穴在旧石器时代后期（纳图夫时代）已被用于当时的家庭生活。因此，人们认为该雕像是一件日常用品，而不是某种葬礼用品。 
1952年雷内·诺伊维尔去世后，他的儿子通过苏富比拍卖行将这件雕像出售给了大英博物馆。

## 外观
该雕像是在一整块“方解石鹅卵石”雕刻完成的，可以通过轮廓看出这两个情侣。 尽管该雕像缺乏面部等细节，但它仍被认为是一件杰作。英国当代艺术家马克·奎安指出，根据观看者的视角，该雕像的形象看起来会有所不同，可能会是一对情侣、阴茎、乳房或阴道，具体取决于这个观众的视角。从顶部向下俯视时，该雕像的形状像是两个睾丸。奎安将其比作一部现代色情电影，其中的动作可能包括特写镜头和长镜头。很明显，这对情侣是面对面的，但具体任务的性别只能通过推测。

## 其他相关
- 石器时代文物列表